# Банзе, Юлиана
Юлиана Банзе (нем. Juliane Banse; род. 10 июля 1969, Теттнанг, Баден-Вюртемберг) — немецкая певица (сопрано), профессор.

## Биография
Детство провела в Цюрихе. В пять лет начала играть на скрипке. Училась балету в Цюрихской опере, там же начала учиться пению, продолжила учебу у Бригитты Фассбендер в Мюнхене. Завоевала первую премию на конкурсе вокалистов в Мюнхене (1989). В том же году дебютировала в Берлинской комической опере в роли Памины в Волшебной флейте Моцарта. В 1993 получила Большую премию Франца Шуберта (в жюри входили Элизабет Шварцкопф и Дитрих Фишер-Дискау). В 1995 дебютировала в США в малеровской симфонии № 2 с симфоническим оркестром Сент-Луиса под управлением Леонарда Слаткина. В 2003 удостоена премии Роберта Шумана.
Муж — скрипач и дирижер Кристоф Поппен.

## Репертуар
Исполняет песни Брамса, Берга, вокальные сочинения Малера, Дьёрдя Куртага, Йорга Видмана, роли в операх Моцарта, Бетховена, Шуберта, Шумана, Чайковского, Пфицнера, Хумпердинка, Яначека. Банзе первой исполнила роль Белоснежки в одноимённой опере Х.Холлигера (Цюрихская опера, 1998). В 2005—2006 вместе с Андрашем Шиффом и франко-австрийским квартетом Mosaïques участвовала в Веймаре в мировой премьере только что открытой арии Баха Alles mit Gott und nichts ohn' ihn.

## Педагогическая деятельность
С 2007 — профессор Мюнхенской высшей школы музыки и театра.